# Irina Anatolevna Flige
Irina Anatolevna Flige est une géographe et une activiste russe, présidente de la branche pétersbourgeoise de l'ONG Memorial.

## Enfance et début d’engagement politique
Née le 25 janvier 1960 dans une famille de l'intelligentsia pétersbourgeoise (mère ingénieure et père directeur d'un Institut technique), Irina Flige adopte dès son adolescence un certain recul vis-à-vis du discours officiel de l’État russe, comportement qu'elle qualifie de « marginalité à la soviétique »". 
Cette tendance se confirme en 1976, lorsqu'à l'âge de 16 ans elle rencontre Andrei Reiznikov, un étudiant de physique « mi-hippie mi-dissident » et futur compagnon de cette dernière, qui l'introduit dans un groupe de jeunes étudiants russes très critiques envers le régime. Irina explique son engagement : « Je me préparais à entrer à la faculté de mathématiques, je n'étais pas du tout "politisée"-on ne parlait jamais politique à la maison. Ce qui m'a attiré, c'était la bravade contre l'hypocrisie et la pesanteur du système ». Le groupe est très hétérogène, certains visent à réintroduire les valeurs essentielles du marxisme qu'ils considèrent avoir été dévoyées par le PCUS, d'autres prônent un rapprochement du pays avec l'Occident, enfin certains militent pour l'instauration d'une communauté basée sur les idéaux hippies (Peace and Love). Si les objectifs sont divers, tous les membres du groupe se rassemblent autour de la contestation du régime. Cette dernière s'organise à travers diverses actions notamment le placardage d'affiches satiriques dans le métro et la création du journal Perspectives, qui ne dépassera pas le deuxième numéro.
Après quelques mois d'activité, le petit groupe est arrêté par le KGB. Les plus âgés sont envoyés dans des camps pour « propagande anti-soviétique », Andrei Reiznikov est expédié dans un hôpital psychiatrique, et Irina renvoyée de sa faculté de mathématiques. 

## Travail au sein de Memorial

### Début d’intérêt pour le Goulag
C'est en suivant son compagnon de l'époque, Andrei Reznikov, qui a obtenu grâce au soutien d'amis géologues un stage dans l'Altaï, qu'Irina commence à s'intéresser à la thématique du Goulag. En effet, pendant environ un an, Irina baigne dans un environnement propice à une sorte d’effervescence intellectuelle, processus renforcé par ses lectures personnelles (Marx, la Bible, les samizdats et l’Archipel du Goulag d’Alexandre Soljenitsyne, l’un des ouvrages les plus emblématiques sur le système concentrationnaire soviétique) : « Les gens étaient très disponibles, on lisait et discutait beaucoup, loin de toute emprise des institutions et du système en général. ». 
De retour à Saint-Pétersbourg (alors Leningrad), Irina s’inscrit à la faculté de géographie. Elle se passionne pour la dendrologie, la géographie et l’histoire du Grand Nord soviétique. Grâce à des expéditions de terrain organisées par sa faculté, Irina découvre les îles Solovki, dans lesquelles elle se spécialise. Elle publie en 1989 une étude pionnière selon Nicolas Werth, présentée sous la forme d’un atlas géographico-historique cartographiant l’emplacement de plus d’une dizaine de camps de travaux forcés.

### Implication dans l’ONG Memorial
En 1989, Irina Flige rejoint l’association Memorial. Dans le cadre de son étude des îles Solovki, elle remarque que de nombreux détenus « disparaissent » des registres à partir de 1937. En effet, ces derniers ont été exécutés dans le cadre des « opérations secrètes de masse » de 1937-1938 (correspondant aux Grandes Purges, qui trouveraient ses origines dans l’Ordre opérationnel n° 00447 du NKVD), inconnues à l’époque. Irina se lance donc, avec Veniamin Ioffe (fondateur et premier président de la branche pétersbourgeoise de l’association Memorial) dans la recherche des noms des disparus et du lieu dans lequel ils ont été envoyés. Grâce à une émission de télévision, Memorial lance un appel aux familles des disparus. Parallèlement, l’organisation fait pression sur le gouvernement pour accéder aux archives de la Sécurité d’État de l’époque (1937-1938). Après trois ans de recherches, Irina constitue une liste nominale de 1825 détenus déportés par le NKVD vers Kem puis dans la prison de Medvejegorsk où leurs traces disparaissent une fois encore. Il faut attendre quatre ans avant que Veniamin loffe et elle ne découvrent le lieu des exécutions : le site de Sandarmokh. 
En 2001, Irina Flige et Veniamin loffe découvrent le site des exécutions de masse de la Terreur Rouge, à quelques kilomètres de Saint-Pétersbourg. Enfin, à la mort de Veniamin Ioffe en 2002, Irina poursuit le projet qu’il portait, celui de la construction d’un mémorial en mémoire des victimes des répressions soviétiques. Ainsi, elle supervise le déplacement d’une immense pierre des îles Solovki (présente devant un escalier par lequel les détenus étaient précipités s’ils étaient « coupables » d’un « grave manquement au règlement») vers Saint-Pétersbourg. Le mémorial est érigé sur la place de la Trinité de Saint-Pétersbourg, et inauguré le 4 septembre 2002. 
Depuis plus d’une dizaine d’année, Irina Flige se consacre à la création d’un Musée virtuel du Goulag en recueillant les témoignages des derniers ex-détenus du Goulag, de leur famille, mais également en cartographiant les sites des anciens camps, des lieux d’exécution et en faisant l’inventaire de tous les musées traitant du Goulag en Russie. Elle est, depuis 2002, la directrice de la branche pétersbourgeoise de Memorial.
En 2020 sort son livre Sandarmokh, la symphonie des sens (Les Belles lettres), au sujet du massacre de plusieurs milliers de personnes à Sandarmokh en 1937-1938, lors des Grandes Purges.